# Saint-Maurice-des-Lions
Saint-Maurice-des-Lions – miejscowość i gmina we Francji, w regionie Nowa Akwitania, w departamencie Charente.
Według danych na rok 1990 gminę zamieszkiwało 1017 osób, a gęstość zaludnienia wynosiła 20 osób/km² (wśród 1467 gmin regionu Poitou-Charentes Saint-Maurice-des-Lions plasuje się na 302 miejscu pod względem liczby ludności, natomiast pod względem powierzchni na miejscu 32).